# 何少川
何少川（1938年5月—2019年1月22日），笔名筱铨，福建泉州人，中国新闻工作者、政治人物，中共福建省委原副书记、福建省政协原副主席。1959年毕业于厦门大学中国语言文学专业。